# Beogradska zadruga
Beogradska zadruga (v srbské cyrilici Београдска задруга) je historická budova, která se nachází v centrální části Bělehradu, na ulici Karađorđeva (poblíž Sávy a Brankova mostu).
Monumentální rohová budova finančního ústavu (srbský termín zadruga označuje družstvo) byla zbudována na počátku 20. století (stavba zahájena 1905, dokončena roku 1907) ve slohu, známém jako akademismus. Drží bělehradský historický primát první stavby, kde byl při výstavbě uplatněn železobeton. Tvoří ji celkem tři křídla (dvě po stranách a jedno zabíhající do bloku). Průčelí budovy se nachází na rohu ulic Karađorđeva a Hercegovačka; dominuje mu rozsáhlá prosklená plocha, která osvětluje společenský sál, nacházející se za ní.

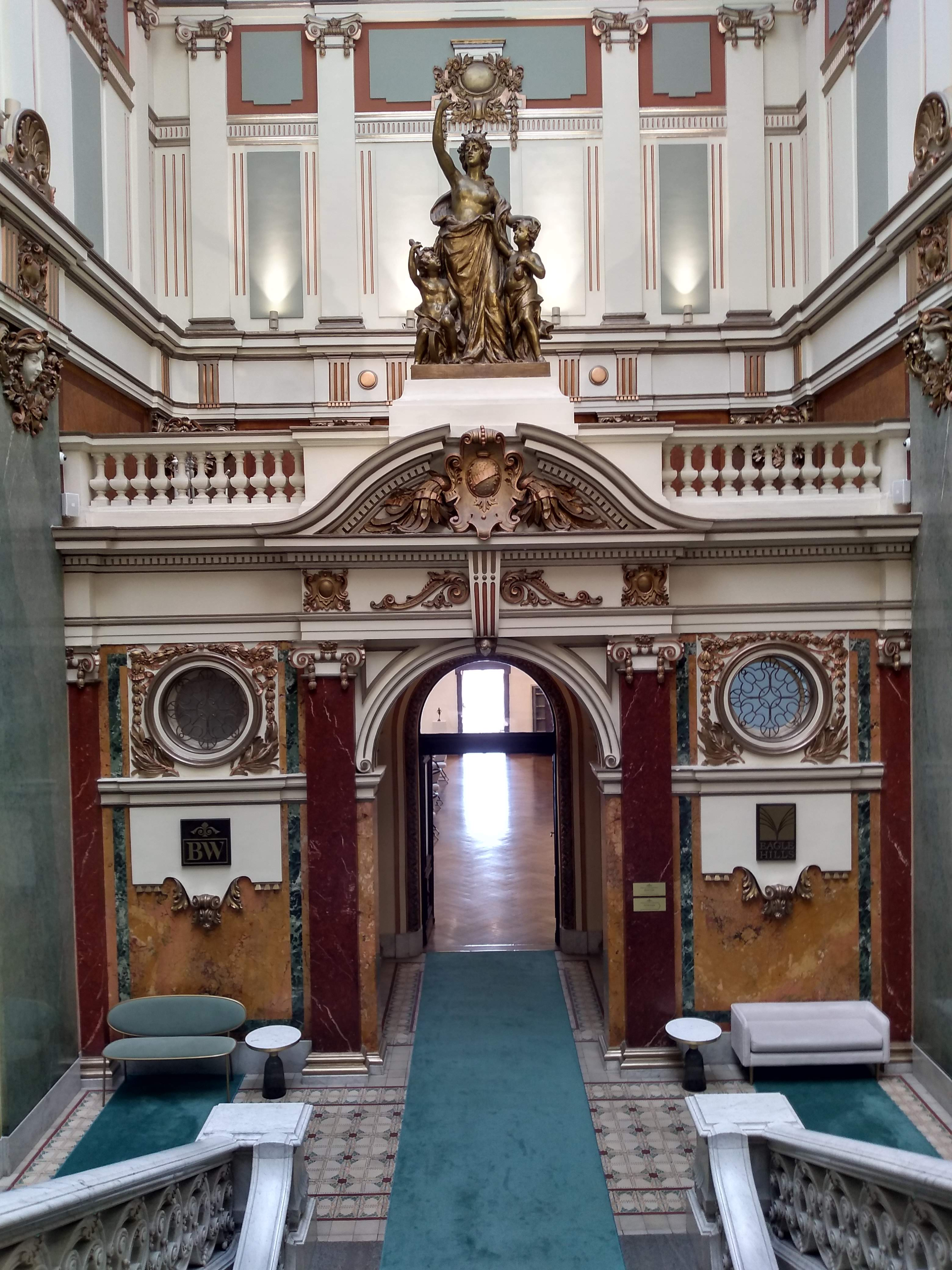
Interiér budovy

Architektonicky unikátní stavba je výsledkem společné práce architektů Nikoly Nestoroviće a Andre Stevanoviće. Stavbu, která sloužila pro potřeby bankovního sektoru (de facto první bělehradská banka), projektovali v prvních letech 20. století. Byli ovlivněni pařížskou Světovou výstavou. Dekorativní prvky nesou jasné znaky tehdejší pařížské školy. Nikola Nestorović se věnoval základům stavby, Andra Stevanović pracoval na nosném systému. Stevanović také projektoval rámcové řešení fasáda. Autorem detailů fasády je známý architekt Franja Valdman. Interiér budovy je z velké části dílem také právě Nestoroviće.
Budova sloužila pro potřeby banky až do druhé světové války. Po ustanovení komunistické moci ji využívala celá řada institucí a ústavů, nejvíce jugoslávský geologický ústav (Geozavod), či Institut pro hydrologický a geologický výzkum. V současné době není pro budovu žádné využití a chátrá. V roce 2014 byla fasáda budovy rekonstruována v souvislosti s výstavbou oblasti Beograd na vodi, která se nachází v blízkosti stavby.
V roce 2021 byla fasáda budovy po rekonstrukci nasvěcována.